# James Chance and the Contortions
James Chance and the Contortions war eine US-amerikanische No-Wave-Band, die 1977 von dem Free-Jazz-Saxofonisten James Siegfried (auch: James White, James Chance) gegründet wurde, der zuvor bei Teenage Jesus and the Jerks gespielt hatte. Nach der Veröffentlichung ihres einzigen Albums Buy the Contortions im Jahr 1979 löste sich die Band schließlich im Folgejahr auf.

## Geschichte
James Siegfried, der in den 1970er Jahren aus Milwaukee nach New York gekommen war, um dort Free Jazz zu spielen, wurde schon bald ein Mitglied der Avantgarde-Szene. Er nahm den Künstlernamen James Chance an und gründete nach seinem Ausstieg bei Teenage Jesus and the Jerks die von ihm geführten The Contortions (dt. die Verzerrungen). Aufgrund ihrer wilden Auftritte wurde Brian Eno auf das Quintett aufmerksam, der sie bat, vier Stücke für die No-Wave-Kompilation No New York aufzunehmen. Bald hatten sie genügend Material für ein eigenes Album aufgenommen, das im Jahr 1979 unter dem Titel "Buy the Contortions" veröffentlicht wurde. Im selben Jahr trat die Band in Rosa von Praunheims Film Das Todesmagazin auf. James Sigfried gründete zur gleichen Zeit die Band James White and the Blacks, die, mit Ausnahme von Adele Bertei, aus den Mitgliedern der Contortions bestand und noch 1979 das an Discomusik orientierte Album "Off White" veröffentlichte.
Mit dem Niedergang der No-Wave-Szene Anfang der 1980er Jahre lösten sich auch die Contortions auf, ihre Mitglieder betätigten sich jedoch auch weiterhin musikalisch. James Chance, der als eine wichtige Schlüsselfigur der kurzlebigen No-Wave-Ära, galt, legte das Soloalbum Chance of a Lifetime: Live in Chicago 2003 vor. 2007 tourte mit französischen Musikern in Europa und nahm mit diesen auch weiteres Material auf (Incorrigible!). 2019 gab er sein letztes Konzert in Utrecht. Er starb im Juni 2024 im Alter von 71 Jahren.

## Diskografie

### Studioalben
- 1979: Buy the Contortions

### Spätere Veröffentlichungen
- 1980: Paris 1980 Live aux Bains Douches
- 1981: Live in New York (2000 unter dem Titel White Cannibal erneut veröffentlicht)
- 1991: Soul Exorcism (live 1980)
- 1995: Lost Chance
- 1996: Molotov Cocktail Lounge (mit Luther Thomas, Richard Dworkin u. a.)
- 2012: Incorrigible! (als James Chance et les Contortions)

### Beiträge auf Kompilationen
- 1978: No New York